# Cleome melanosperma
Cleome melanosperma là một loài thực vật có hoa trong họ Màng màng. Loài này được S.Watson mô tả khoa học đầu tiên năm 1886.